# اچ‌ام‌اس فلیکستو (جی۱۲۶)
اچ‌ام‌اس فلیکستو (جی۱۲۶) (به انگلیسی: HMS Felixstowe (J126)) یک کشتی بود که طول آن ۱۷۴ فوت (۵۳٫۰ متر) بود. این کشتی در سال ۱۹۴۱ ساخته شد.